# Rolland Lefebvre
Rolland Lefebvre ou Roland Lefèvre, dit Lefebvre de Venise est un peintre d'histoire et de portraits français, né à Bagneux, aujourd'hui un quartier de Saumur vers 1608, et mort à Londres en 1677.

## Biographie

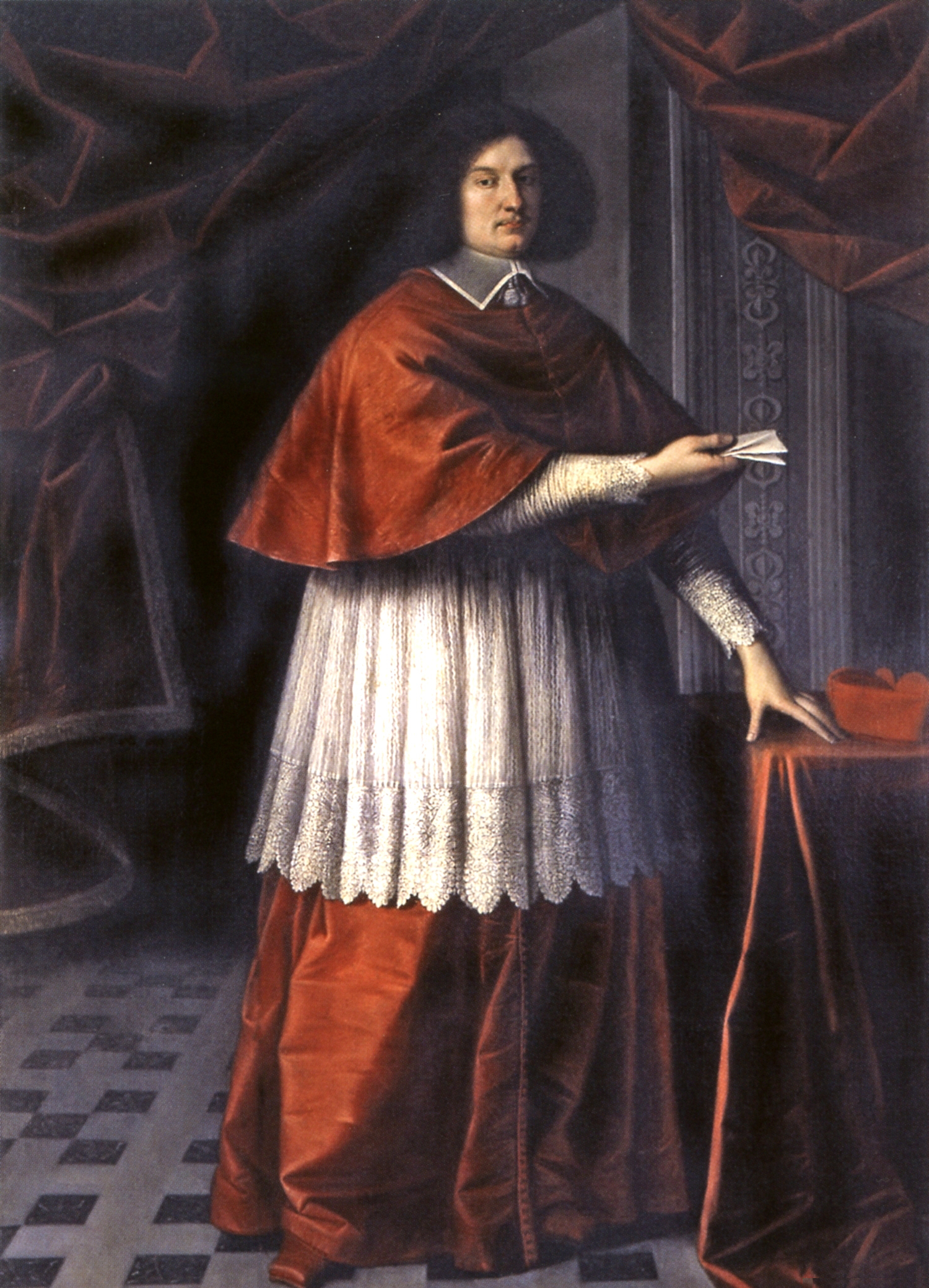
Portrait du cardinal Francesco Maria Farnese

Rolland Lefebvre a été surnommé Lefebvre de Venise pour avoir séjourné plusieurs années à Venise et pour le distinguer de deux autres Lefebvre vivant à la même période, Claude Lefebvre (Fontainebleau, 1632-Paris, 1675) qui a souvent été confondu avec Rolland, et Valentin Lefebvre (Bruxelles, 1637 ou 1642-Venise, 1677).
Il est agréé par l'Académie royale de peinture et de sculpture en 1662. Il y est reçu le 6 janvier 1663. Il est rayé de la liste des académiciens le 14 mars 1665 après qu'il a demandé qu'on lui rende le tableau qu'il a fait. Florent Le Comte écrit dans Cabinet des singulatités que la raison de cette rupture venait de ce que Lefebvre ne voulait pas être agréé pour le portrait mais comme peintre d'histoire.
Paul Fréart de Chantelou raconte dans son Journal du voyage du Cavalier Bernin en France sa rencontre, le 9 août 1665 avec Lefebvre de Venise au palais Mazarin où logeait le Cavalier Bernin qui lui raconte « plusieurs artifices dont il dit que Le Brun se sert pour se donner du crédit et l'ôter aux autres, et qu'il établit une espèce de tyrannie dans la peinture au moyen de la confiance que M. Colbert a en lui qui, au lieu de produire d'habiles gens par l'établissement de l'Académie, ne fera que des ignorants, n'y ayant aucune autre académie qui tienne l'Académie royale en émulation ».
Il se fixe en Angleterre pendant plusieurs années et meurt à Londres, en 1677.